# Ziua Mondială a Râsului
Ziua Mondială a Râsului se sărbătorește în prima duminică a lunii mai a fiecărui an.
Cu această ocazie se organizează evenimente care stârnesc râsul, precum spectacole cu clowni, picturi pe față, prezentări de povești, spectacole de teatru de păpuși, concursuri de baloane și ședințe de râs colective.
Inițiativa de organizare a acestui eveniment, îi aparține doctorului indian Madan Kataria, care a constatat ca râsul sporește capacitatea de concentrare și rezistența la efort, crește încrederea în propria persoană și îmbunătățește relațiile cu cei din jur, fapt publicat în 1995, când savantul a scris un articol intitulat „Laughter, the Best Medicine” („Râsul, cel mai bun medicament”).
Explicația constă în faptul că râsul favorizează în mod natural respirația, ca și cântatul, tușitul și strănutatul, care împinge expirarea dincolo de limita respirației de bază, producând o inspirare mai profundă, cu o pauză de respirație mai lungă decât în momentele de relaxare, iar expirația este prelungită, contribuind la buna oxigenare a tuturor țesuturilor din corp.